# 邓明德
邓明德又名邓保禄（1855年1月3日—1918年12月19日），原名保祿·维亚尔（英語：Paul Vial），出生於法国伊泽尔省格勒诺布爾北部的瓦隆。天主教传教士。邓明德也是第一个研究彝学的外国人，被称为国际彝学研究第一人。因其研究彝族并发表了多篇论文及书籍，被法国文学院授予文学博士学位。

## 生平
初立志成为耶稣会士，读初学院一年后，因师长提出异议，1876年9月，邓明德加入巴黎外方传教会神学院，1879年从巴黎神学院毕业，9月20日，担任神父，到中国云南省传教。1880年4月，到达云南盐津县龙溪主教公署。同年10月，分派到漾濞县任天主教副本堂。1885年，又派到嵩明县得子村教堂，在那里接触到彝族人。1887年他来到天生关（原属陆良县），结识了路美邑撒尼农民杞跃山，后又随杞来到路美邑建教堂。他是来路南（今石林县）的第一个天主教传教士，先后在青山口、维则、冒水洞、大湾箐、滥泥箐、大色多、野猪塘（今属弥勒市）、绵羊坡（今属宜良县）等彝族村寨盖教堂传教。   
邓明德在路南31年，为传播天主教打基础，为扩大天主教在路南的影响及取得教徒对他的信任，他不时身着彝族服饰，学习撒尼和阿细人语言，盖学校办教育和修水利。1892年在路美邑开办一所小学，并亲任数学教师。1911年在青山口兴办天民小学，又亲兼法文及数学教师。他从西欧带来了钟表、指南针、经纬仪、寒暑表、显微镜、望远镜、留声机、照相机、手摇电影放映机、幻灯、自行车、洋鼓洋号，开阔了学生视野。学生从初办时二、三十人发展到1917年百人以上，学生中40%为撒尼人，60%为阿细人，先后使数百名彝族青年能识文断字。
1902年他在路美邑测设小型水库一座，库容30万立方米，库名新坝，到1905年建成，灌溉农田数百亩。后又在小色多村老围洞修小坝塘一座，在马料河（青山口段）建拦河闸一座，使这些地区农田灌溉初步得到改善。为在彝区传播天主教义，他学习彝族文字，请了四、五个精通彝文的毕摩到路美邑教彝文。他先后用彝文编译《教义问答》、《领圣体前后经》，著有《云南倮倮文研究》、《保倮与苗子》、《倮倮人之历史与宗教》、《法倮字典》等论著，在法国定铸彝文铅模，在香港印刷出书。
1918年1月19日，在路南青山口病逝，教徒遵照他生前遗言，将其遗体葬在维则天主教堂旁，碑文中间大字为“云南传教司铎邓公圣（名）保禄之墓”。文化大革命时期，其墓和碑被砸毁。